# Љиљана Јорговановић
Љиљана Јорговановић једна је од најпознатијих српских текстописаца.

## Албуми
Овде се налазе неки од познатијих музичких албума у чијем је писању текста учествовала Љиљана Јорговановић.
- Рука правде (2000), албум Елме Синановић
- Рођендан (2000), албум Аце Лукас и Фута Бенда
- Цеца 2000 (1999), албум Цеце Ражнатовић
- Следећа (2001), албум Леонтине
- Деценија (2001), албум Цеце Ражнатовић
- Горе од љубави (2004), албум Цеце Ражнатовић
- Идеално лоша (2006), албум Цеце Ражнатовић
- Лепо се проведи (2007), албум Индире Радић
- Здраво Маријо (2008), албум Северине
- Уђи слободно (2008), албум Лепе Брене
- Љубав живи (2011), албум Цеце Ражнатовић
- Ц - Клуб (2012), албум Цеце Ражнатовић
- Позив (2013), албум Цеце Ражнатовић
- Луди петак (2013), албум Милиграма
- (2015), албум Милиграма
- Аутограм (2016), албум Цеце Ражнатовић
- Заувек (2018), албум Милице Павловић
- Посесивна (2022), албум Милице Павловић
- Лав (2023), албум Милице Павловић
- Милијарда (2024), ЕП Милице Павловић